# تاباندا
تاباندا (یاقوتی: Табандьа) یک دریاچه در استان یاقوتستان کشور روسیه است.